# Saint-Aulais-la-Chapelle
Pour les articles homonymes, voir La Chapelle.
Saint-Aulais-la-Chapelle est une commune du Sud-Ouest de la France, située dans le département de la Charente, en région Nouvelle-Aquitaine.

## Géographie

### Localisation et accès
Saint-Aulais-la-Chapelle est une commune rurale du Sud Charente située à 8 km à l'est de Barbezieux et 28 km au sud-ouest d'Angoulême.
Le bourg de Saint-Aulais est aussi à 7 km à l'ouest de Blanzac, 13 km au nord de Brossac, 15 km à l'ouest de Montmoreau et 35 km au sud-est de Cognac, sa sous-préfecture.
La commune est bordée au nord par la D 5, route de Barbezieux à Blanzac et Villebois-Lavalette, qui passe à 2 km des bourgs de Saint-Aulais et Conzac. La D 24, route de Barbezieux à Montmoreau, traverse l'extrémité sud de la commune, près du bourg de la Chapelle. La D 46, départementale de moindre importance, traverse la commune d'est en ouest et dessert le bourg de Saint-Aulais. Conzac est situé sur la partie est de la commune et est desservi par une route communale qui relie la D 46 à la D 5. La N 10 entre Angoulême et Bordeaux passe à 7 km à l'ouest de Saint-Aulais (déviation et échangeur de Barbezieux, sur la D 24).

### Hameaux et lieux-dits
Les trois villages de la commune sont Saint-Aulais au centre, la Chapelle au sud-ouest et Conzac à l'est. La commune compte par ailleurs de nombreux petits hameaux et fermes.

### Communes limitrophes
| Saint-Bonnet | Angeduc                  | Val des Vignes        |
|              | Saint-Aulais-la-Chapelle | Coteaux-du-Blanzacais |
| Challignac   | Brie-sous-Barbezieux     | Bessac                |

### Géologie et relief
La commune est occupée par le Campanien (Crétacé supérieur), calcaire crayeux, qui occupe une grande partie du Sud Charente et du Cognaçais et a donné son nom à la Champagne charentaise. En limite sud de la commune (chez Bitaudeau), on trouve un premier sommet couvert de sable kaolinique et galets du Tertiaire. Les vallées (Maury et Arce) sont occupées par des alluvions récentes du Quaternaire,,.
Le relief communal est assez faible et consiste en bas plateaux faiblement ondulés traversés par des vallées de direction sud-nord, d'une altitude moyenne de 90 m. Le point culminant est à une altitude de 128 m, situé en bordure sud-est, au sud de chez Bitaudeau. Le point le plus bas est à 60 m, situé en limite nord au bord de la Maury. Le bourg de Saint-Aulais est à 77 m d'altitude.

### Hydrographie

#### Réseau hydrographique
La commune est située dans le bassin versant de la Charente au sein du Bassin Adour-Garonne. Elle est drainée par la Maury, l'Arce, et par divers petits cours d'eau, qui constituent un réseau hydrographique de 8 km de longueur totale,.
La commune est traversée du sud au nord par la Maury et bordée à l'est par l'Arce, affluents du Né et sous-affluents de la Charente.

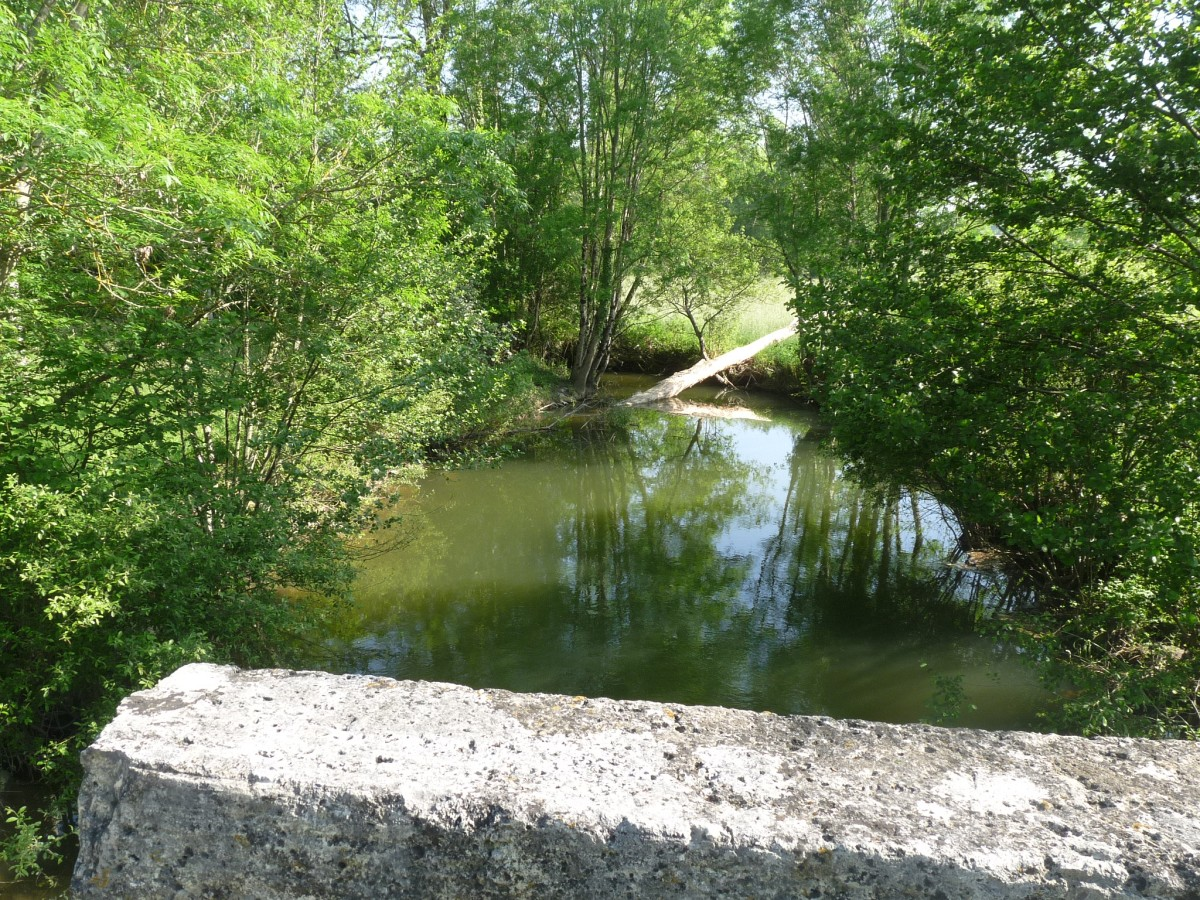
La Maury, au printemps, près du bourg de Saint-Aulais (pont de la D 46).
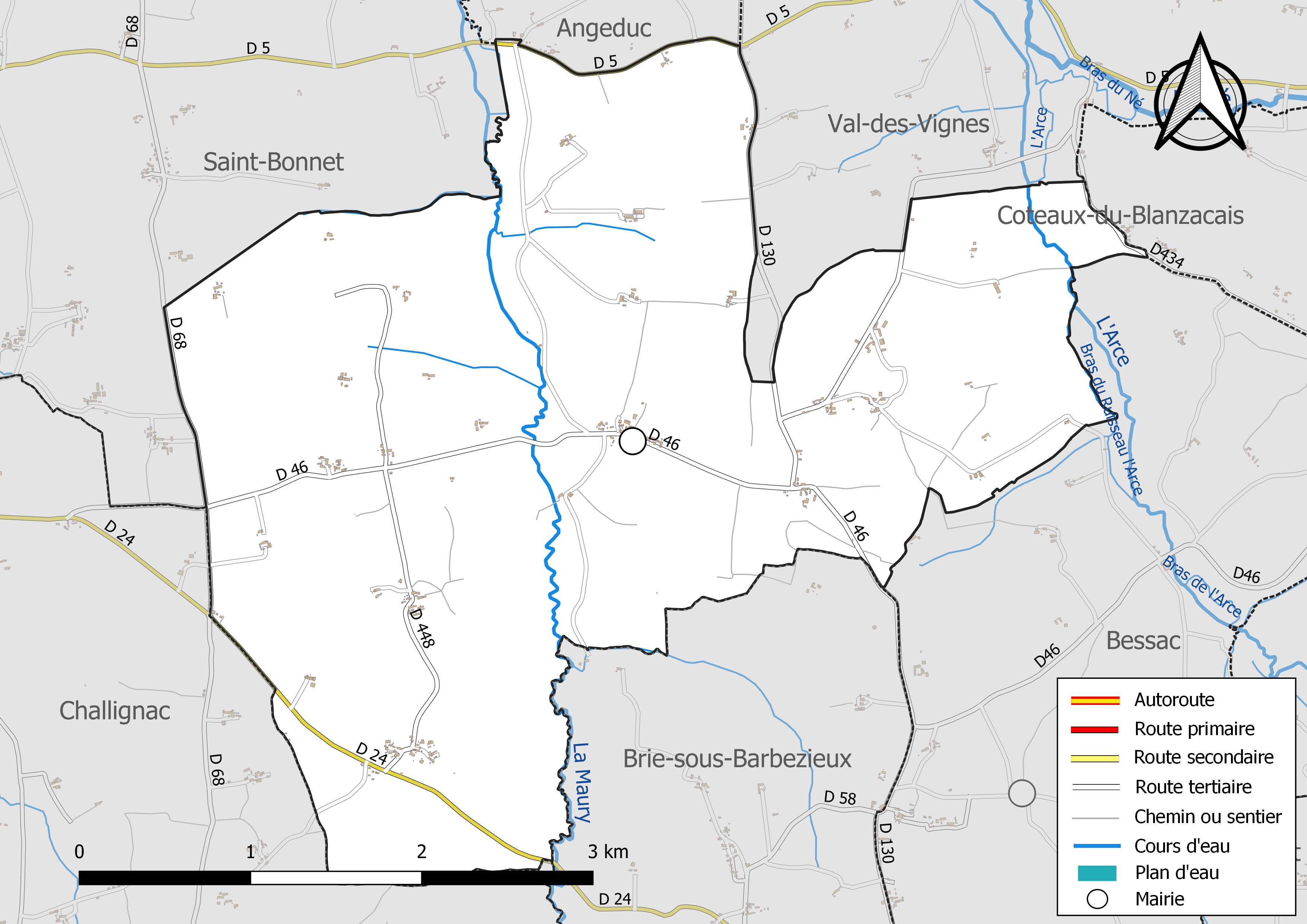
Réseaux hydrographique et routier de Saint-Aulais-la-Chapelle

#### Gestion des eaux
Le territoire communal est couvert par le schéma d'aménagement et de gestion des eaux (SAGE) « Charente ». Ce document de planification, dont le territoire correspond au bassin de la Charente, d'une superficie de 9 300 km2, a été approuvé le 19 novembre 2019. La structure porteuse de l'élaboration et de la mise en œuvre est l'établissement public territorial de bassin Charente. Il définit sur son territoire les objectifs généraux d’utilisation, de mise en valeur et de protection quantitative et qualitative des ressources en eau superficielle et souterraine, en respect des objectifs de qualité définis dans le troisième SDAGE  du Bassin Adour-Garonne qui couvre la période 2022-2027, approuvé le 10 mars 2022.

### Climat
Comme dans les trois quarts sud et ouest du département, le climat est océanique aquitain.

## Urbanisme

### Typologie
Au 1er janvier 2024, Saint-Aulais-la-Chapelle est catégorisée commune rurale à habitat très dispersé, selon la nouvelle grille communale de densité à 7 niveaux définie par l'Insee en 2022.
Elle est située hors unité urbaine. Par ailleurs la commune fait partie de l'aire d'attraction de Barbezieux-Saint-Hilaire, dont elle est une commune de la couronne,. Cette aire, qui regroupe 25 communes, est catégorisée dans les aires de moins de 50 000 habitants,.

### Occupation des sols
L'occupation des sols de la commune, telle qu'elle ressort de la base de données européenne d’occupation biophysique des sols Corine Land Cover (CLC), est marquée par l'importance des territoires agricoles (85,9 % en 2018), une proportion identique à celle de 1990 (85,9 %). La répartition détaillée en 2018 est la suivante : 
terres arables (61,7 %), forêts (14,1 %), cultures permanentes (11,5 %), prairies (8,3 %), zones agricoles hétérogènes (4,4 %). L'évolution de l’occupation des sols de la commune et de ses infrastructures peut être observée sur les différentes représentations cartographiques du territoire : la carte de Cassini (XVIIIe siècle), la carte d'état-major (1820-1866) et les cartes ou photos aériennes de l'IGN pour la période actuelle (1950 à aujourd'hui).

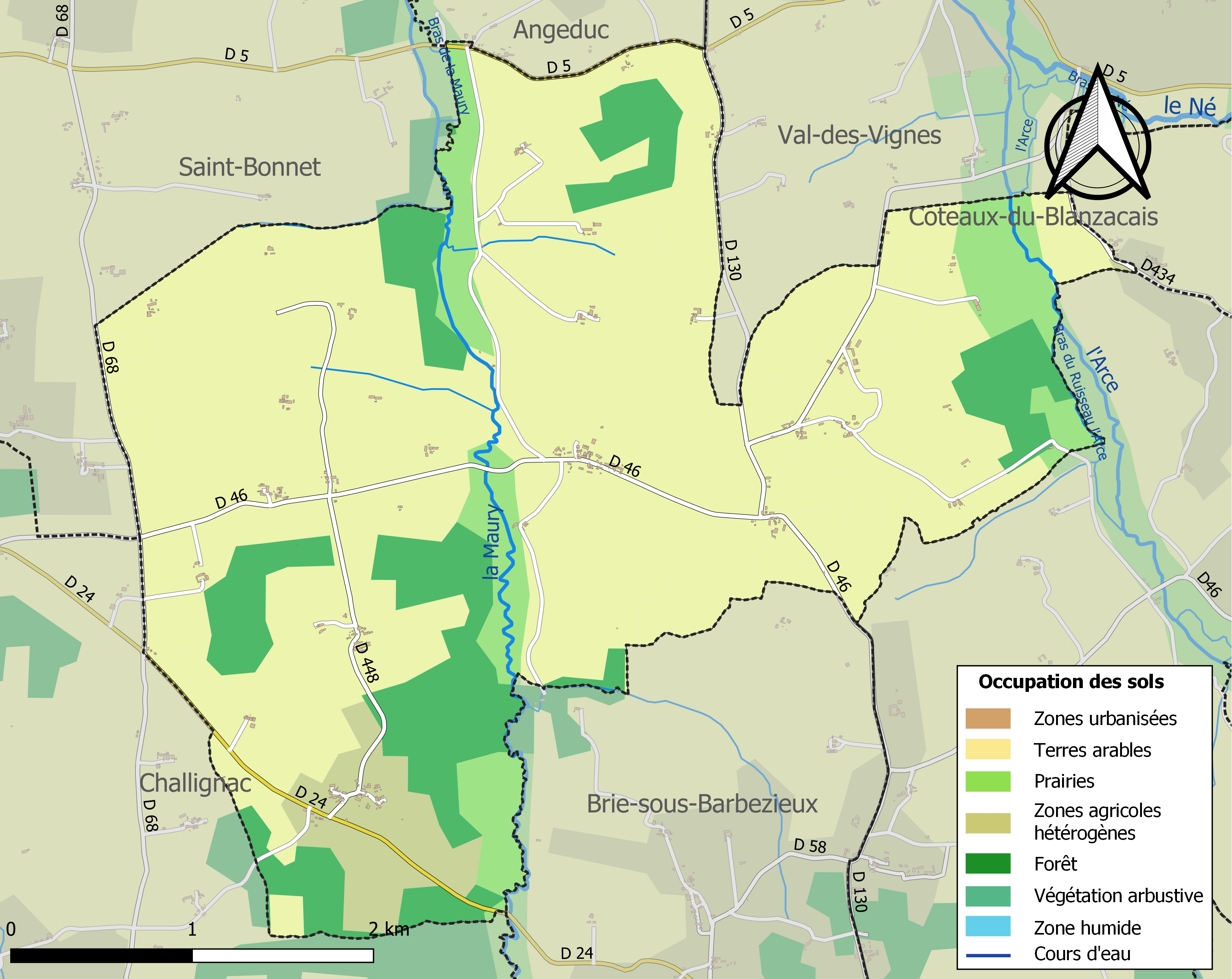
Carte des infrastructures et de l'occupation des sols de la commune en 2018 (CLC).

### Risques majeurs
Le territoire de la commune de Saint-Aulais-la-Chapelle est vulnérable à différents aléas naturels : météorologiques (tempête, orage, neige, grand froid, canicule ou sécheresse) et séisme (sismicité faible). Un site publié par le BRGM permet d'évaluer simplement et rapidement les risques d'un bien localisé soit par son adresse soit par le numéro de sa parcelle.

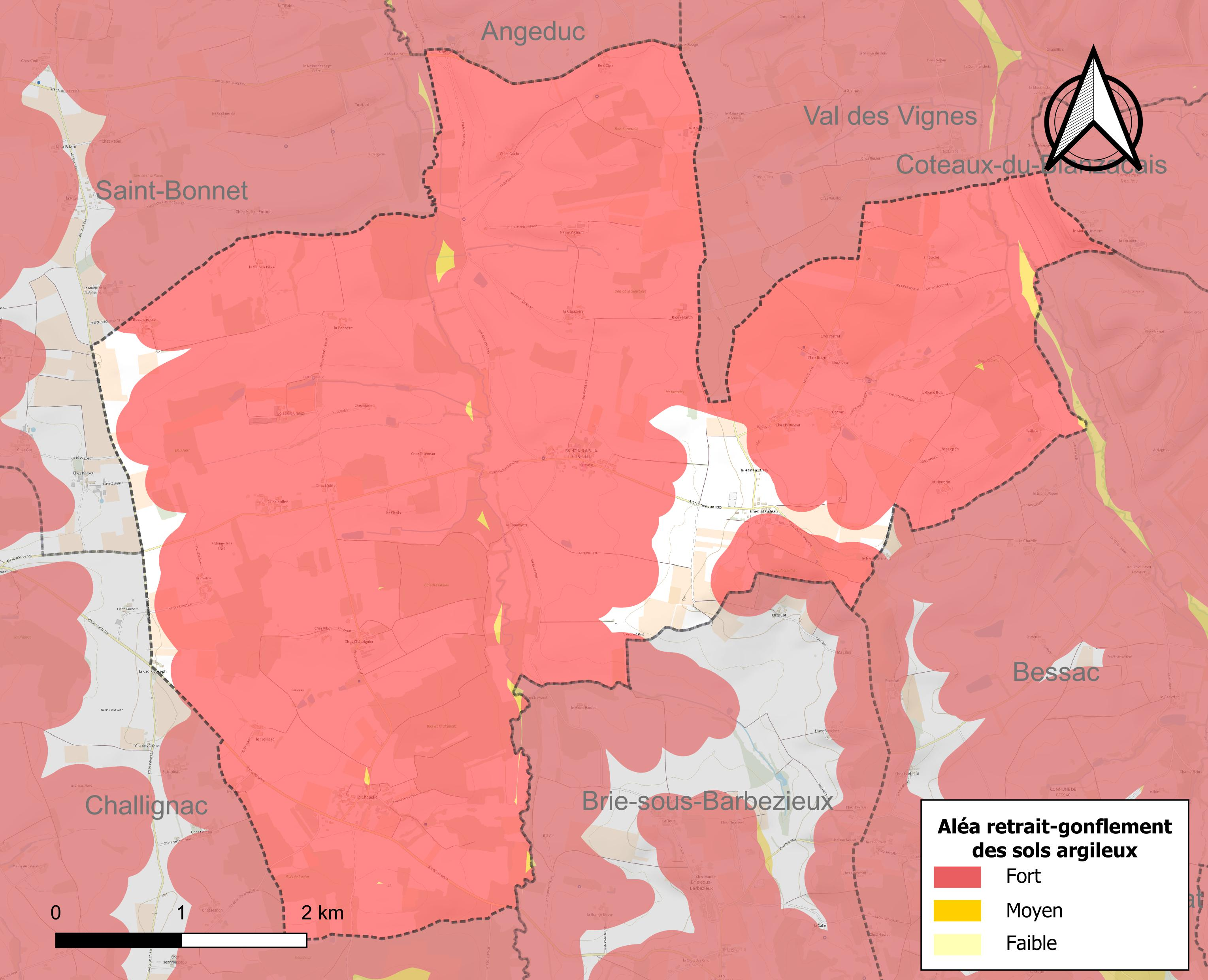
Carte des zones d'aléa retrait-gonflement des sols argileux de Saint-Aulais-la-Chapelle.

Le retrait-gonflement des sols argileux est susceptible d'engendrer des dommages importants aux bâtiments en cas d’alternance de périodes de sécheresse et de pluie. 94 % de la superficie communale est en aléa moyen ou fort (67,4 % au niveau départemental et 48,5 % au niveau national). Sur les 137 bâtiments dénombrés sur la commune en 2019,  126 sont en aléa moyen ou fort, soit 92 %, à comparer aux 81 % au niveau départemental et 54 % au niveau national. Une cartographie de l'exposition du territoire national au retrait gonflement des sols argileux est disponible sur le site du BRGM,.
Par ailleurs, afin de mieux appréhender le risque d’affaissement de terrain, l'inventaire national des cavités souterraines permet de localiser celles situées sur la commune.
La commune a été reconnue en état de catastrophe naturelle au titre des dommages causés par les inondations et coulées de boue survenues en 1982, 1999 et 2009. Concernant les mouvements de terrains, la commune a été reconnue en état de catastrophe naturelle au titre des dommages causés par la sécheresse en 2003 et par des mouvements de terrain en 1999.

## Toponymie
Le nom est attesté par la forme ancienne Sancta Eulalia (non datée).
L'origine du nom de Saint-Aulais (alias Sainte-Aulaye) est sainte Eulalie, en latin Sancta Eulalia, martyrisée à Barcelone sous Dioclétien en 304,.
L'origine du nom de Conzac remonterait à un nom de personne gallo-romain Condius ou Considius auquel est apposé le suffixe -acum, ce qui correspondrait à Considiacum, « domaine de Considius ».
Pendant la Révolution, La Chapelle s'est appelée provisoirement La Champagne, et Saint-Aulais La Houlette.

## Histoire
Au Moyen Âge, principalement aux XIIe et XIIIe siècles, Conzac et Saint-Aulais se trouvaient sur une variante de la via Turonensis, itinéraire du pèlerinage de Saint-Jacques-de-Compostelle qui passait en Charente par Nanteuil-en-Vallée, Saint-Amant-de-Boixe, Angoulême, Mouthiers, Montmoreau et Aubeterre, mais dont une branche bifurquait à Blanzac pour se diriger vers Pons ou Blaye.
Dans l'ancienne paroisse de La Chapelle, la Vivétrie était un fief noble possédé par la famille de Saint-Martin jusqu'à la Révolution, dont le plus ancien membre connu était Anthime de Saint-Martin qui vivait au XVIe siècle. Un des descendants, Henry de Saint-Martin, acquit le logis de Puymoreau dans la commune de Salles-de-Barbezieux, à côté de l'actuel lycée agricole.
Pendant la première moitié du XXe siècle, la commune était desservie par la petite ligne ferroviaire d'intérêt local à voie métrique des Chemins de fer économiques des Charentes allant d'Angoulême à Barbezieux appelée le Petit Mairat. La station était en limite de la commune d'Angeduc.

## Administration

### Rattachements administratifs
En 1846, Saint-Aulais absorbe les communes voisines de La Chapelle et de Conzac respectivement peuplées de 275 habitants et de 175 habitants au recensement de 1841.
Jusqu'à 2014, Saint-Aulais-la-Chapelle faisait partie du canton de Barbezieux. À la suite de la loi du 17 mai 2013 du redécoupage des cantons français, ce canton a été rattaché au nouveau canton de Charente-Sud lors des élections départementales de 2015.

### Liste des maires

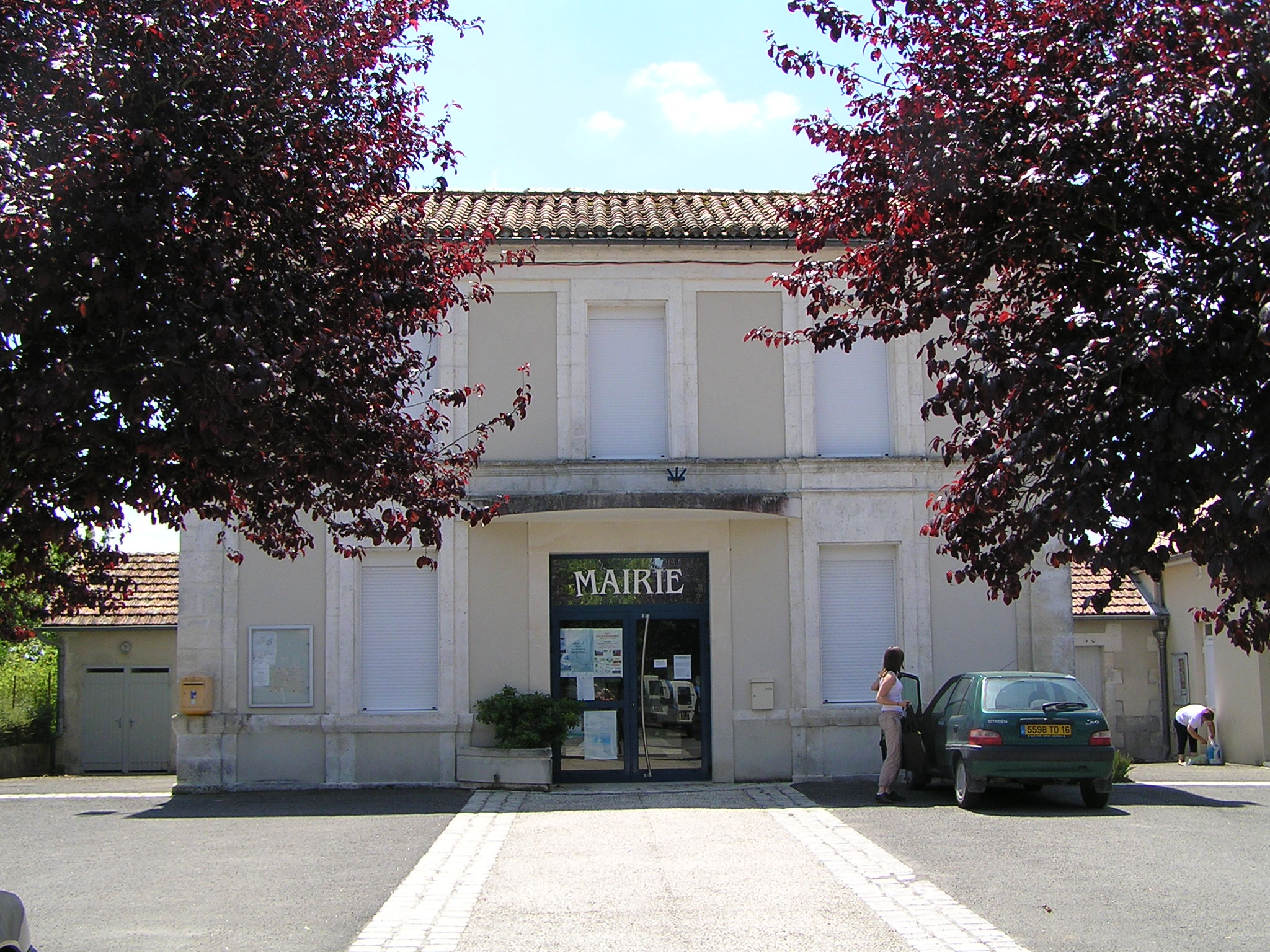
La mairie.

| Période                                  | Période  | Identité       | Étiquette | Qualité     |
| ---------------------------------------- | -------- | -------------- | --------- | ----------- |
| Les données manquantes sont à compléter. |          |                |           |             |
| depuis 1995                              | En cours | Patrick Huneau | SE        | Agriculteur |

## Démographie

### Évolution démographique
L'évolution du nombre d'habitants est connue à travers les recensements de la population effectués dans la commune depuis 1793. Pour les communes de moins de 10 000 habitants, une enquête de recensement portant sur toute la population est réalisée tous les cinq ans, les populations de référence des années intermédiaires étant quant à elles estimées par interpolation ou extrapolation. Pour la commune, le premier recensement exhaustif entrant dans le cadre du nouveau dispositif a été réalisé en 2004.

En 2022, la commune comptait 218 habitants, en évolution de −7,23 % par rapport à 2016 (Charente : −0,48 %, France hors Mayotte : +2,11 %).
| 1793 | 1800 | 1806 | 1821 | 1831 | 1841 | 1846 | 1851 | 1856 |
| ---- | ---- | ---- | ---- | ---- | ---- | ---- | ---- | ---- |
| 199  | 204  | 187  | 211  | 199  | 201  | 705  | 632  | 629  |

| 1861 | 1866 | 1872 | 1876 | 1881 | 1886 | 1891 | 1896 | 1901 |
| ---- | ---- | ---- | ---- | ---- | ---- | ---- | ---- | ---- |
| 612  | 606  | 510  | 506  | 518  | 458  | 455  | 424  | 400  |

| 1906 | 1911 | 1921 | 1926 | 1931 | 1936 | 1946 | 1954 | 1962 |
| ---- | ---- | ---- | ---- | ---- | ---- | ---- | ---- | ---- |
| 427  | 441  | 391  | 393  | 422  | 386  | 401  | 382  | 372  |

| 1968 | 1975 | 1982 | 1990 | 1999 | 2004 | 2006 | 2009 | 2014 |
| ---- | ---- | ---- | ---- | ---- | ---- | ---- | ---- | ---- |
| 350  | 325  | 294  | 264  | 233  | 244  | 243  | 228  | 235  |

| 2019 | 2022 | - | - | - | - | - | - | - |
| ---- | ---- | - | - | - | - | - | - | - |
| 229  | 218  | - | - | - | - | - | - | - |

### Pyramide des âges
La population de la commune est relativement âgée.
En 2018, le taux de personnes d'un âge inférieur à 30 ans s'élève à 24,4 %, soit en dessous de la moyenne départementale (30,2 %). À l'inverse, le taux de personnes d'âge supérieur à 60 ans est de 37,1 % la même année, alors qu'il est de 32,3 % au niveau départemental.
En 2018, la commune comptait 120 hommes pour 111 femmes, soit un taux de 51,95 % d'hommes, largement supérieur au taux départemental (48,41 %).
Les pyramides des âges de la commune et du département s'établissent comme suit.
| Hommes | Classe d’âge | Femmes |
| ------ | ------------ | ------ |
| 1,7    | 90 ou +      | 0,0    |
| 8,4    | 75-89 ans    | 8,2    |
| 26,9   | 60-74 ans    | 29,1   |
| 21,8   | 45-59 ans    | 25,5   |
| 16,0   | 30-44 ans    | 13,6   |
| 9,2    | 15-29 ans    | 10,9   |
| 16,0   | 0-14 ans     | 12,7   |

| Hommes | Classe d’âge | Femmes |
| ------ | ------------ | ------ |
| 1      | 90 ou +      | 2,7    |
| 9,2    | 75-89 ans    | 12     |
| 20,6   | 60-74 ans    | 21,3   |
| 20,7   | 45-59 ans    | 20,3   |
| 16,8   | 30-44 ans    | 16     |
| 15,6   | 15-29 ans    | 13,4   |
| 16,1   | 0-14 ans     | 14,3   |

### Remarques
Saint-Aulais a absorbé La Chapelle et Conzac en 1846.

## Économie

### Agriculture
La viticulture occupe une partie de l'activité agricole. La commune est classée dans les Fins Bois, dans la zone d'appellation d'origine contrôlée du cognac.

## Équipements, services et vie locale

### Enseignement
L'école est un RPI entre Berneuil, Challignac et Saint-Aulais. Challignac accueille l'école maternelle, et Berneuil et Saint-Aulais les écoles élémentaires. L'école de Saint-Aulais, située au bourg, comporte une seule classe. Le secteur du collège est Barbezieux.

## Lieux et monuments

### Patrimoine religieux
- Église paroissiale Sainte-Eulalie de Saint-Aulais[37].
- Église Saint-Vincent de La Chapelle[38].
- Église Saint-Jacques de Conzac. Cette église est l'ancienne chapelle d'un prieuré dépendant de l'ordre clunisien; elle est considérée à juste titre comme un « bijou » de l'art roman. L'église actuelle comprend des éléments du XIe siècle, largement repris au XIIe siècle qui ajouta aussi des voûtes et une superbe coupole. La riche sculpture romane du chevet peut être datée des années 1130-40. La guerre de Cent Ans puis les guerres de Religion entraînent la ruine de sa nef, remontée au XVIIe siècle, et la disparition de son transept sud[39]. Elle est classée monument historique depuis 1953[40]. Elle fait partie des sept églises de Charente consacrées à Jacques le Majeur[Note 4].

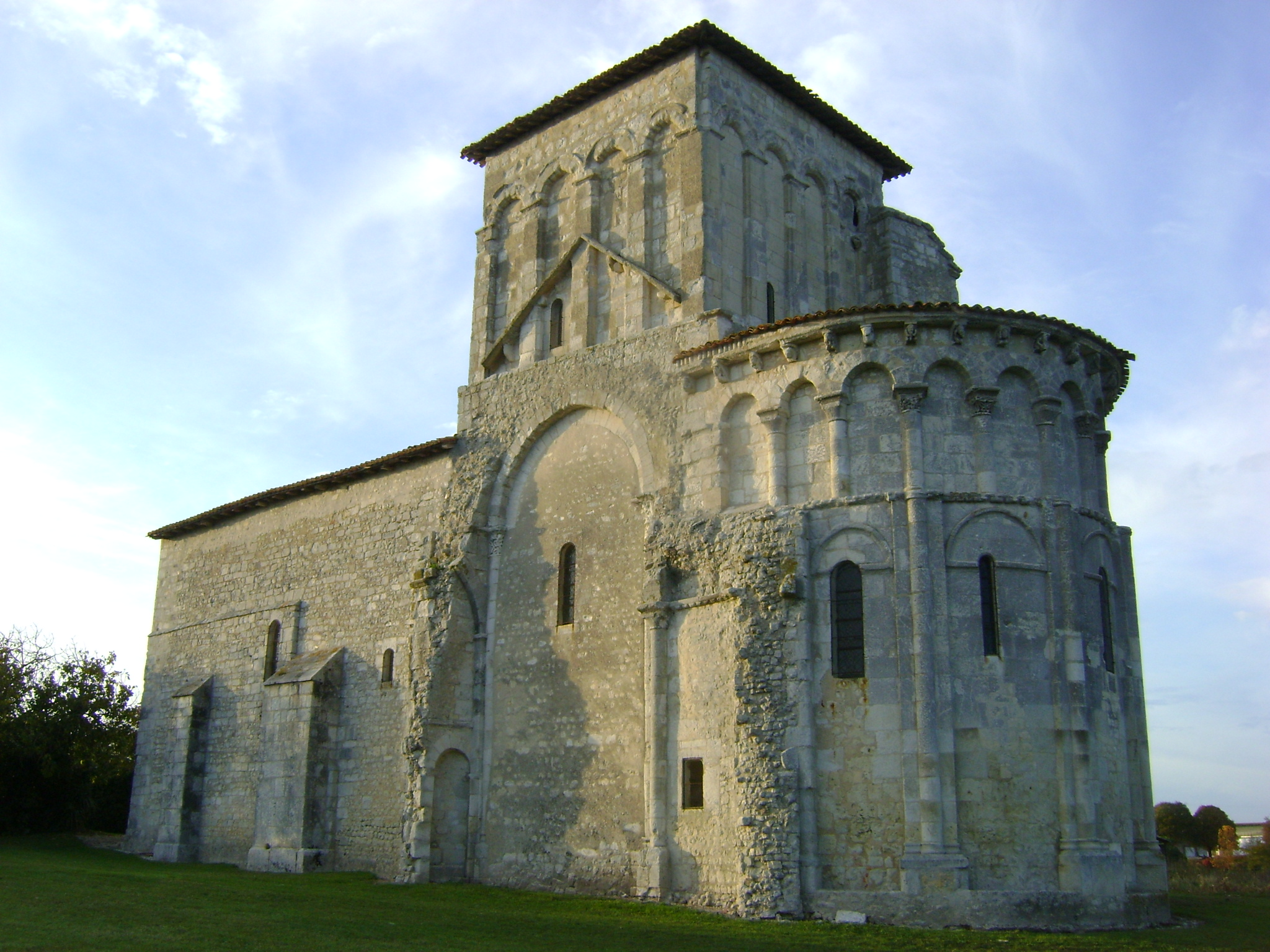
Église de Conzac.
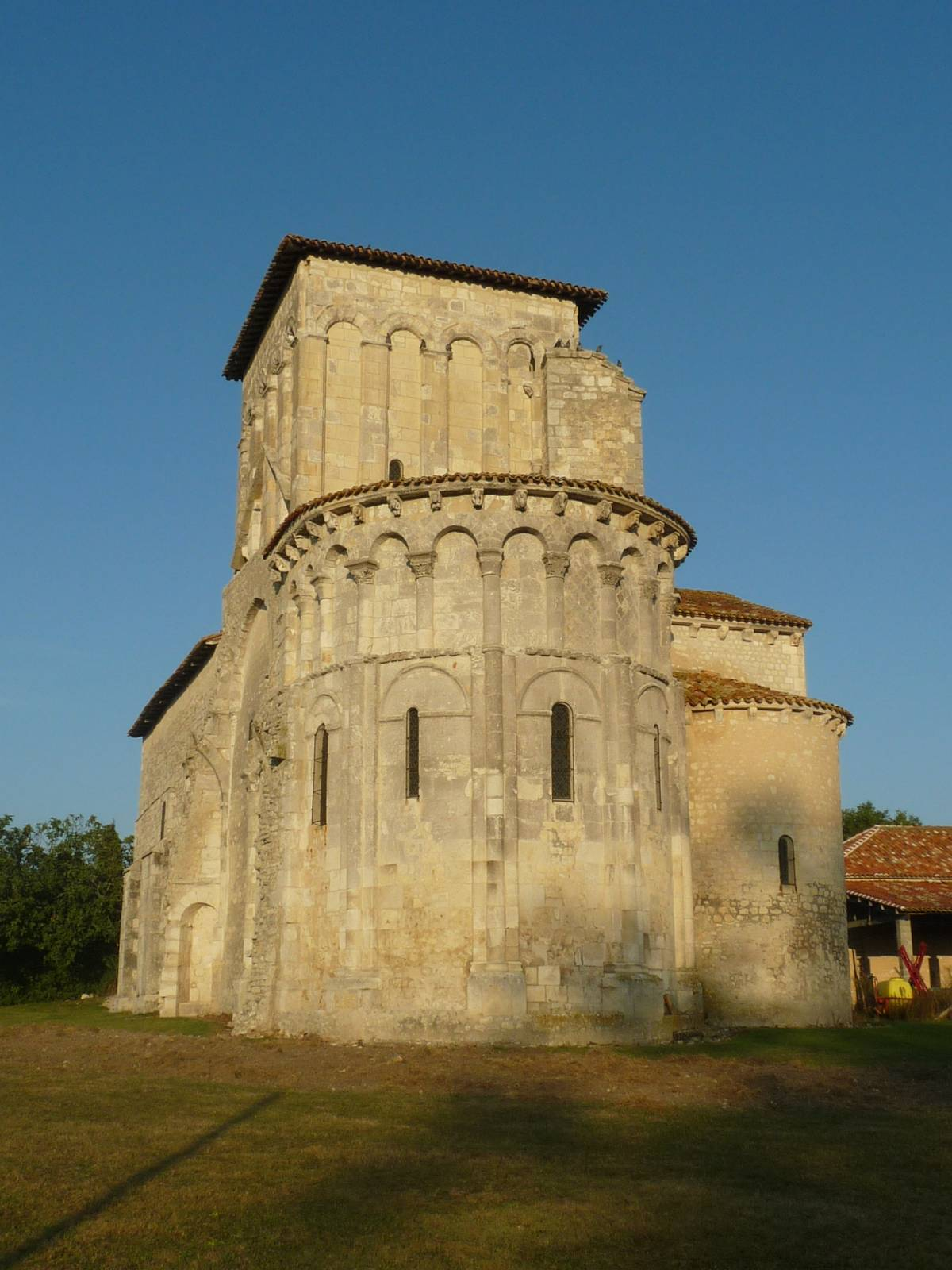
Église de Conzac.
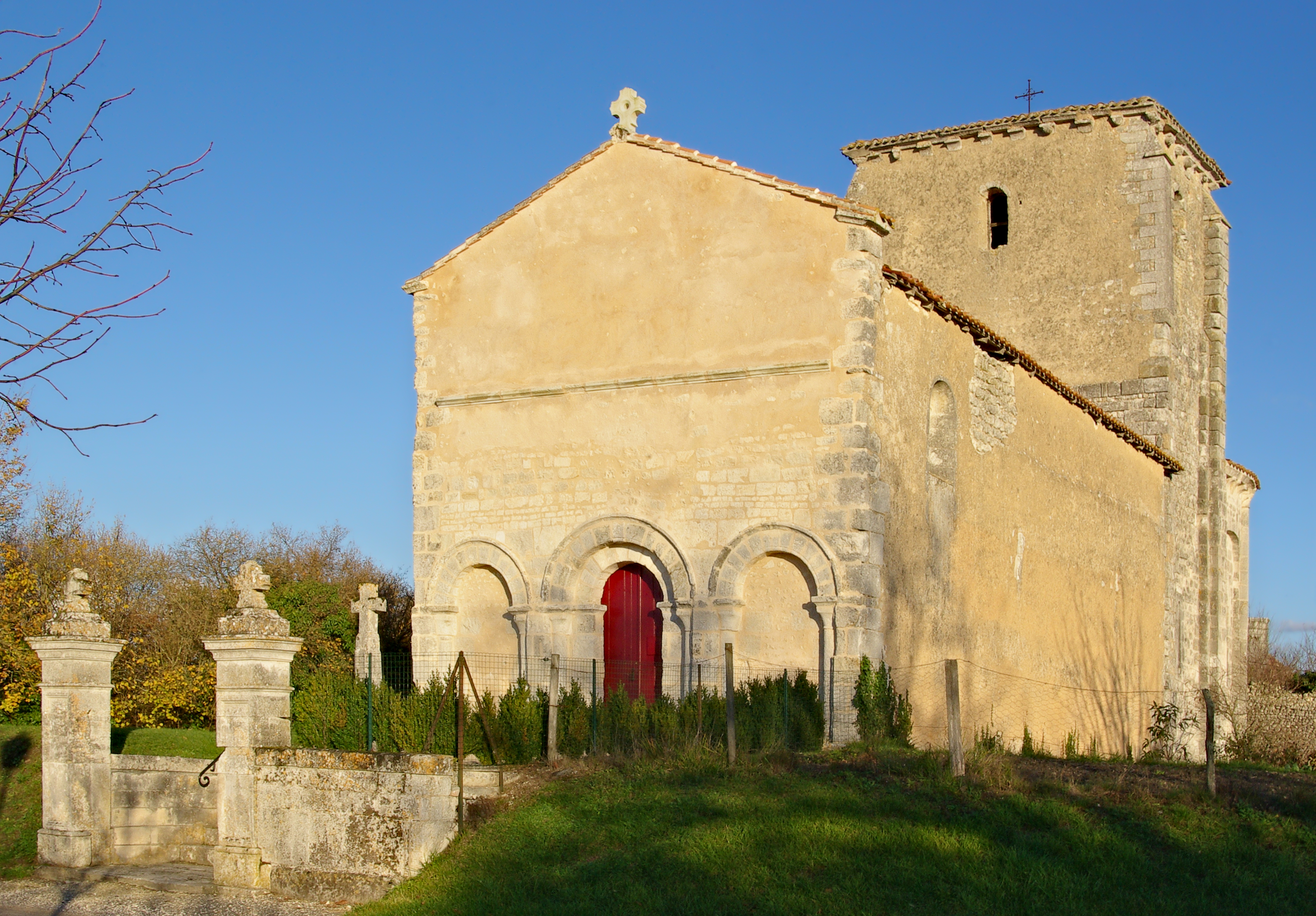
Église de La Chapelle.
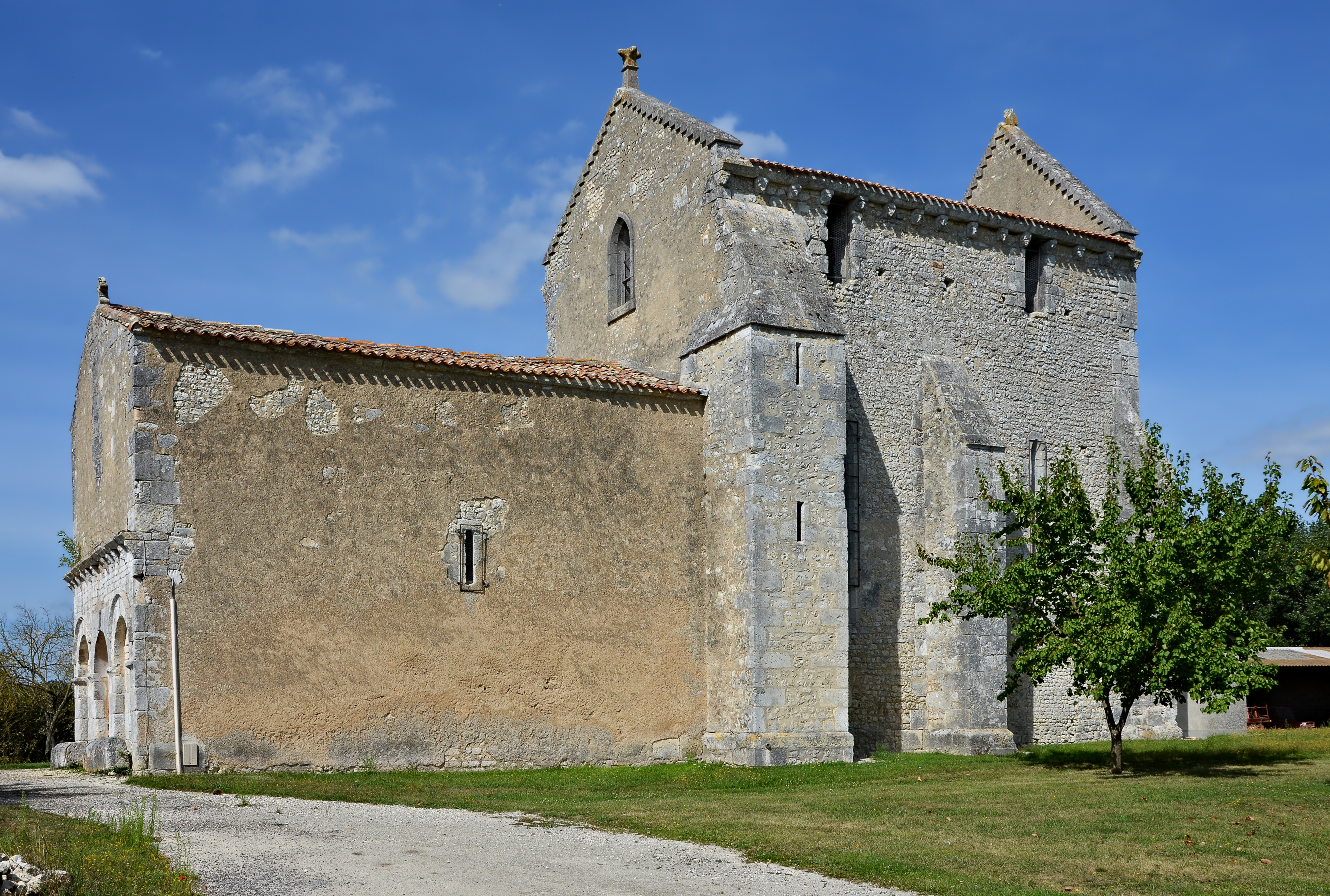
Église de Saint-Aulais.